# Arthur Rimbaud
Jean Nicolas Arthur Rimbaud (20 tháng 10 năm 1854 – 10 tháng 11 năm 1891) – nhà thơ Pháp, một trong những người sáng lập trường phái thơ tượng trưng (Symbolisme), là nhà thơ có ảnh hưởng lớn tới văn học và nghệ thuật hiện đại.

## Tiểu sử

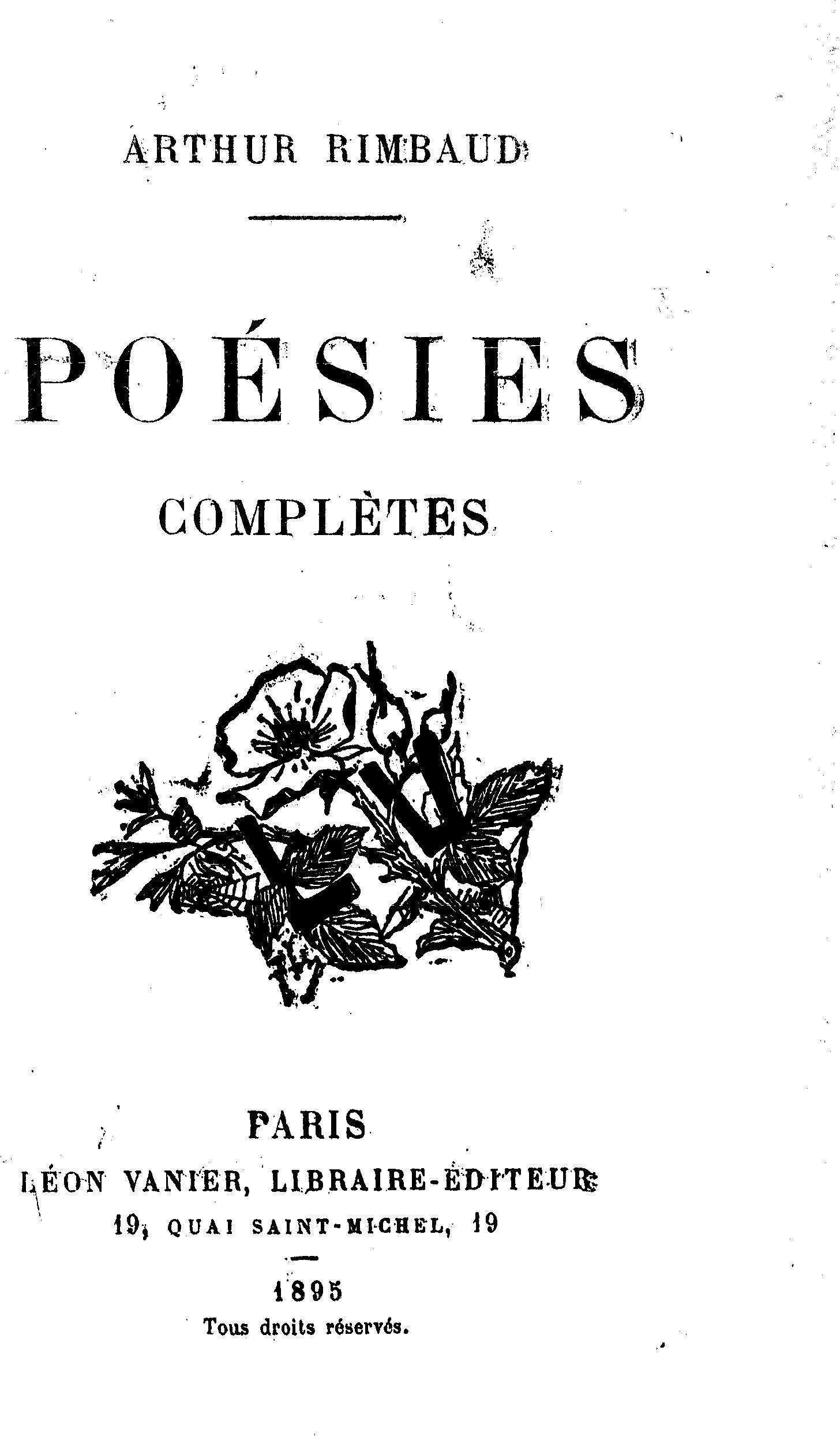
Một cuốn thơ Rimbaud

Arthur Rimbaud sinh ở Charleville (nay là Charleville-Mézières), miền đông bắc nước Pháp. Bố là Frédéric Rimbaud, một sĩ quan phục vụ ở Algérie, mẹ là Vitalie Cuif, xuất thân từ một gia đình nông dân. Bố mẹ chia tay nhau khi Arthur Rimbaud mới 4 tuổi nên sự giáo dục chủ yếu là từ mẹ. Thời kỳ học ở trường tiểu học đã nổi tiếng học giỏi tiếng Hy Lạp, tiếng Latin và các môn: lịch sử, địa lý. Năm 1865 vào học trường Colege Charleville là một trong những học sinh xuất sắc nhất của trường. Năm 1869 lần đầu tiên in ba bài thơ viết bằng tiếng Latin Xuân đã về (Ver erat), Thiên thần và đứa bé (L’Ange et l’enfant), Jugurtha (Jugurtha). Bài thơ Jugurtha được tặng giải nhất trong một cuộc thi thơ. Năm 1870, lên 16 tuổi Rimbaud in những bài thơ đầu tiên bằng tiếng Pháp, sau đó đi du lịch lên miền bắc nước Pháp và Bỉ. Ở Paris, Arthur Rimbaud làm quen và trở thành người yêu của Paul Verlaine, làm xôn xao dư luận Paris. Rimbaud tham gia Công xã Paris. Năm 1872, Verlaine bỏ gia đình cùng Rimbaud đi sang London. Khi trở về Bỉ, hai người cãi nhau, Verlaine dùng súng lục bắn Rimbaud bị thương phải vào tù 2 năm, còn Rimbaud trở về quê Charleville.
Kể từ đây cuộc đời của Rimbaud sang một trang mới, ông bỏ làm thơ hẳn và đi chu du hầu như khắp thế giới. Năm 1875 sang Đức, hết tiền phải đi bộ sang Milan (Ý), sau đó ốm nặng phải quay về Pháp. Năm 1876 sang Áo, bị trục xuất, ông quay sang Hà Lan tham gia đội quân lê dương đi sang Indonesia. Ba tuần sau theo tàu chiến Anh trở về quê, sau đó sang Đức, Đan Mạch, Thuỵ Sĩ… Từ năm 1880 ông sang các nước châu Phi (Ai Cập, Ethiopia, Yemen) buôn súng, buôn cà phê và da thú. Tháng 2 năm 1891 bị bệnh ung thư phải quay trở về Pháp, đến tháng 10 ông qua đời ở Marseille vào tuổi 37.
Mặc dù sống một cuộc đời ngắn ngủi (thời gian sáng tác lại càng ngắn) nhưng Arthur Rimbaud đã đánh dấu một mốc mới trong sự phát triển của thơ ca Pháp. Ông là người có công trong việc làm giàu ngôn ngữ, hình tượng cũng như thể loại thơ ca… Nửa cuối thế kỷ XX Arthur Rimbaud trở thành một hiện tượng văn hóa đại chúng. Hình tượng Rimbaud được thể hiện qua rất nhiều bộ phim nổi tiếng thế giới.

## Tác phẩm
- Poésies (Thơ)

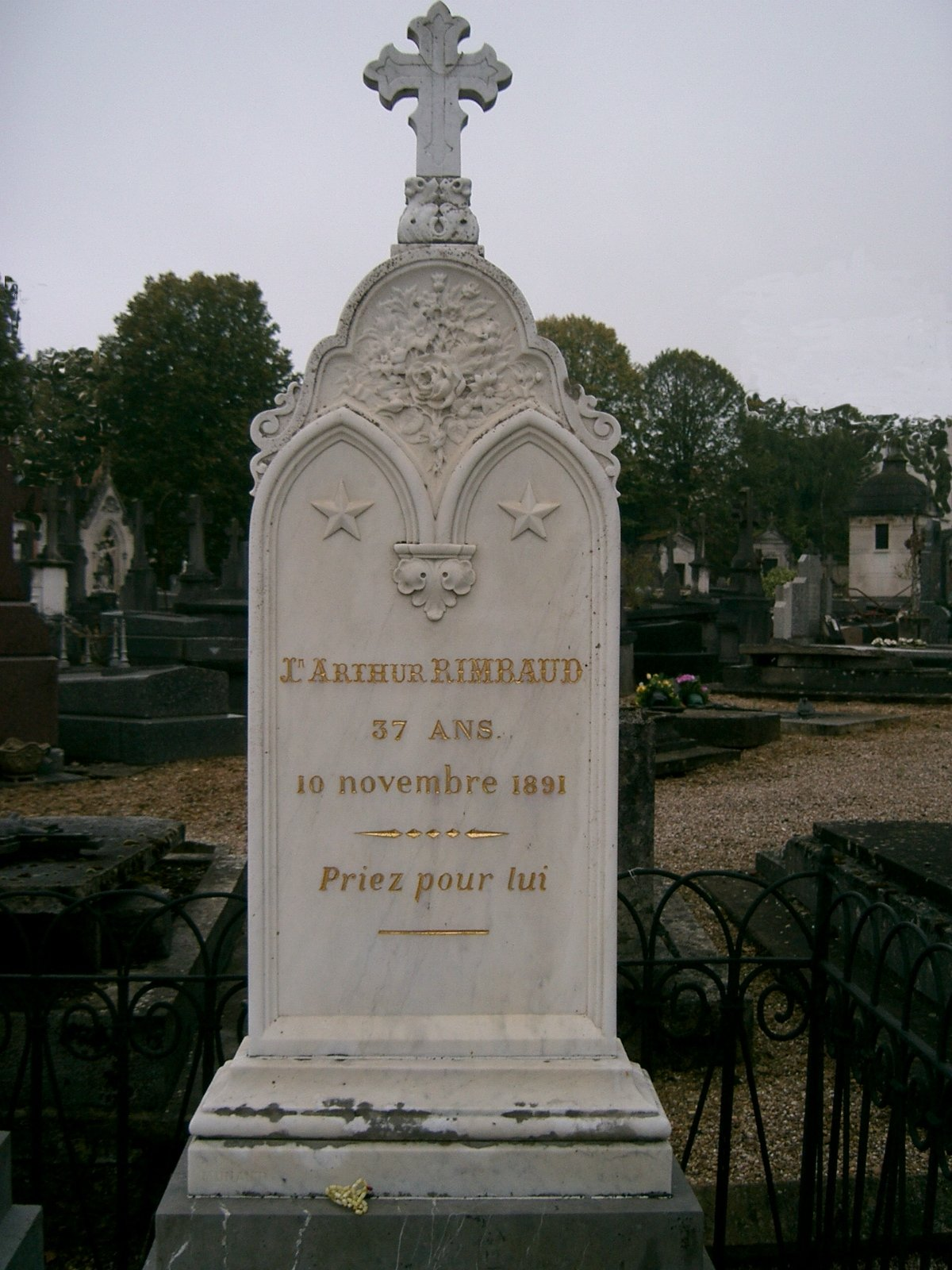
Mộ Arthur Rimbaud ở Charleville

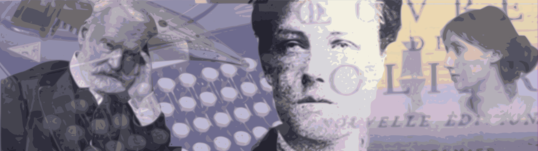
Arthur Rimbaud

- Le bateau ivre (Con tàu say, 1871)
- Une Saison en Enfer (Một mùa ở địa ngục, 1873)
- Illuminations (Cảm giác, 1874) tập thơ nổi tiếng nhất
- Lettres (Thư từ)

## Một bài thơ
| Sensation Par les soirs bleus d’été, j’irai dans les sentiers, Picoté par les blés, fouler l’herbe menue: Rêveur, j'en sentirai la fraîcheur à mes pieds. Je laisserai le vent baigner ma tête nue. Je ne parlerai pas, je ne penserai rien: Mais l'amour infini me montera dans l'âme, Et j'irai loin, bien loin, comme un bohémien, Par la Nature, heureux comme avec une femme. Ophélie I Sur l'onde calme et noire où dorment les étoiles La blanche Ophélia flotte comme un grand lys, Flotte très lentement, couchée en ses longs voiles... - On entend dans les bois lointains des hallalis. Voici plus de mille ans que la triste Ophélie Passe, fantôme blanc, sur le long fleuve noir, Voici plus de mille ans que sa douce folie Murmure sa romance à la brise du soir. Le vent baise ses seins et déploie en corolle Ses grands voiles bercés mollement par les eaux; Les saules frissonnants pleurent sur son épaule, Sur son grand front rêveur s'inclinent les roseaux. Les nénuphars froissés soupirent autour d'elle; Elle éveille parfois, dans un aune qui dort, Quelque nid, d'où s'échappe un petit frisson d'aile - Un chant mystérieux tombe des astres d'or. II O pâle Ophélia! belle comme la neige! Oui tu mourus, enfant, par un fleuve emporté! - C'est que les vents tombant des grands monts de Norwège T'avaient parlé tout bas de l'âpre liberté; C'est qu'un souffle, tordant ta grande chevelure, A ton esprit rêveur portait d'étranges bruits; Que ton coeur écoutait le chant de la Nature Dans les plaintes de l'arbre et les soupirs des nuits; C'est que la voix des mers folles, immense râle, Brisait ton sein d'enfant, trop humain et trop doux; C'est qu'un matin d'avril, un beau cavalier pâle, Un pauvre fou, s'assit muet à tes genoux! Ciel! Amour! Liberté! Quel rêve, ô pauvre Folle! Tu te fondais à lui comme une neige au feu: Tes grandes visions étranglaient ta parole - Et l'Infini terrible effara ton oeil bleu! III - Et le Poète dit qu'aux rayons des étoiles Tu viens chercher, la nuit, les fleurs que tu cueillis; Et qu'il a vu sur l'eau, couchée en ses longs voiles, La blanche Ophélia flotter, comme un grand lys. Voyelles A noir, E blanc, I rouge, U vert, O bleu: voyelles, Je dirai quelque jour vos naissances latentes: A, noir corset velu des mouches éclatantes Qui bombinent autour des puanteurs cruelles, Golfes d'ombre; E, candeurs des vapeurs et des tentes, Lances des glaciers fiers, rois blancs, frissons d'ombelles; I, pourpres, sang craché, rire des lèvres belles Dans la colère ou les ivresses pénitentes; U, cycles, vibrements divins des mers virides, Paix des pâtis semés d'animaux, paix des rides Que l'alchimie imprime aux grands fronts studieux; O, suprême Clairon plein des strideurs étranges, Silences traversés des Mondes et des Anges; - O l'Oméga, rayon violet de Ses Yeux ! 4. Le pauvre songe Peut-être un Soir m'attend Où je boirai tranquille En quelque vieille Ville, Et mourrai plus content: Puisque je suis patient ! Si mon mal se résigne Si j'ai jamais quelque or, Choisirai-je le Nord Ou le Pays des Vignes ?... - Ah ! songer est indigne Puisque c'est pure perte ! Et si je redeviens Le voyageur ancien, Jamais l'auberge verte Ne peut bien m'être ouverte. | Cảm giác Buổi chiều xanh, trên những con đường nhỏ Rảo bước chân trên hoa cỏ nhẹ nhàng Mơ ước trong đầu, trên tóc ngọn gió Tôi nhận ra hơi mát dưới bàn chân. Không nghĩ suy, không lời trên môi lặng Nhưng con tim yêu hết thảy trên đời Và ngọt ngào trong hoàng hôn thơ thẩn Thiên nhiên tựa hồ như người đẹp cùng tôi. Ophélie I Trên mặt nước ngôi sao ngủ mơ màng Ophelie bồng bềnh như huệ trắng Quấn khăn dài nàng vẫn trôi chầm chậm Giữa tiếng tù và của những thợ săn. Như bóng ma màu trắng đã nghìn năm Trên dòng sông đen, Ophelie nàng hỡi Từ nghìn năm tiếng hát đã lặng ngừng Vẻ điên dại đã bao trùm đêm tối. Cơn gió nhẹ hôn ngực nàng lặng lẽ Nước thì thầm, như mở những cánh hoa Những cây liễu khóc thầm trong buồn bã Sậy cúi mình trên vầng trán ước mơ. Hoa loa kèn thở dài trên mặt nước Tổ chim đang rung nhẹ trên cành cây Đến gặp nàng chim vỗ nhẹ cánh bay Ngôi sao vàng gửi về bao câu hát. II Ophelie đẹp tuyệt vời như tuyết Đã chết đời tuổi trẻ giữa dòng sông Từ núi đồi Na-Uy trận cuồng phong Ca lời tự do cho nàng siêu thoát. Cơn gió thổi làm rung làn tóc rối Trong cơn mơ nghe những tiếng lạ lùng Con tim nàng nghe giọng của Thiên nhiên Trong lời than của đêm và cây cối. Lời của biển cũng vang lên sau đấy Vỡ tan rồi tim trẻ dại thơ ngây Sáng tháng Tư chàng kỵ sĩ đẹp trai Ngồi im lặng bên nàng như ngây dại. Tình yêu! Tự do! Những giấc mộng điên cuồng Trước lửa bỏng em tan ra như tuyết Những cái nhìn lạ lùng kia đã giết Đôi mắt xanh đã khép lại muôn năm. III Thi sĩ nói sao trên trời đã run Khi nàng ngắt bông hoa trên bờ vắng Chàng đã thấy Ophelie bồng bềnh Trên mặt nước im lìm như huệ trắng. Những nguyên âm A – đen, E – trắng, I – đỏ, O – xanh U – da trời. Nguồn gốc những nguyên âm Tôi sẽ mở… A – như bầy ruồi bẩn thỉu Trên đống mùi khó chịu, chúng bay quanh. E – là màu trắng của những tảng băng Của lều trại, của mây trắng trên đồng I – là màu hồng của nụ cười xinh đẹp Khi máu sôi trong cơn giận kinh hoàng. U – là chu kỳ của con sóng màu xanh. Thú trên đồng cỏ, nếp nhăn yên bình Thuật giả kim in dấu trên trán rộng. O – là tiếng kèn cuối vang lên lạ lùng Cả thế giới, thiên thần trong im lặng Omega, tia tím của mắt Nàng. Giấc mơ nghèo Có lẽ đang chờ ta Thành phố già đâu đó Để đến sáng ta sẽ Lặng lẽ uống và chờ Cái chết giờ đâu đó. Cơn đau đã dịu đi Tiền vẫn còn chút ít Đường ngược lên phương Bắc Hay xuôi về phương Nam Ôi, giấc mơ què quặt. Nhân lên những mất mát Lần nữa ta trở thành Kẻ phiêu bạt, lang thang Nhưng người ta đóng chặt Cửa quán rượu màu xanh. Bản dịch của Nguyễn Viết Thắng |